# Герб Трансильвании
Первый вариант герба Трансильвании был разработан в XVI веке. В его основе был герб города Сибиу. В 1596 году фламандский геральдист Левин Гульсий создал герб для имперской провинции Трансильвания: пересечение с орлом, раскинувшим крылья, в верхнем поле и семи холмами с башнями в нижнем поле. Он опубликовал его в своей работе «Chronologia», выпущенной в Нюрнберге в том же году. Печать Жигмонда Батори (1597), князя Трансильвании, воспроизвела этот герб с некоторыми незначительными изменениями: в верхнем поле орёл теперь находился между солнцем и луной, а в нижней области холмы были заменены башнями.
Герб Трансильвании, принятый Сеймом в 1659 году, отражает национальную структуру княжества. Так, на нём изображены:
- на синем фоне чёрный орёл[2][3], или Турул[4][5], в верхнем поле пересечения, с золотым клювом и красным языком, олицетворяющий венгров<- Согласно легендам, венгры произошли от мифической птицы «Турул» ->[6];
- солнце (золотое) рядом с левым крылом орла и полумесяц (серебряный), представляющие секеев;
- красная разделительная полоса (первоначально не была частью герба);
- семь красных башен в два ряда (4 +3) на золотом фоне, олицетворяющие семь укреплённых городов трансильванских саксонцев (связано с немецким названием Трансильвании — SIEBENBÜRGEN («Семь крепостей», «Семиградье»).

Красная разделительная полоса была впервые использована на гербе князем Михаем I Апафи, в преобразованном виде герб был представлен на золотых монетах, выпущенных в 1666 году.
На гербе, используемом после 1765 года, были добавлены корона Великого княжества Трансильвания, дарованная императрицей Марией Терезией, и две женские фигуры, держащие щит и олицетворяющие собой изобилие и справедливость. Фигуры были удалены в 1848 году, когда Трансильвания воссоединилась с Венгрией. Исторический герб использовался в гербе Венгерского королевства с 1867 года.

Герб Трансильвании работы Левина Гульсия (1596)
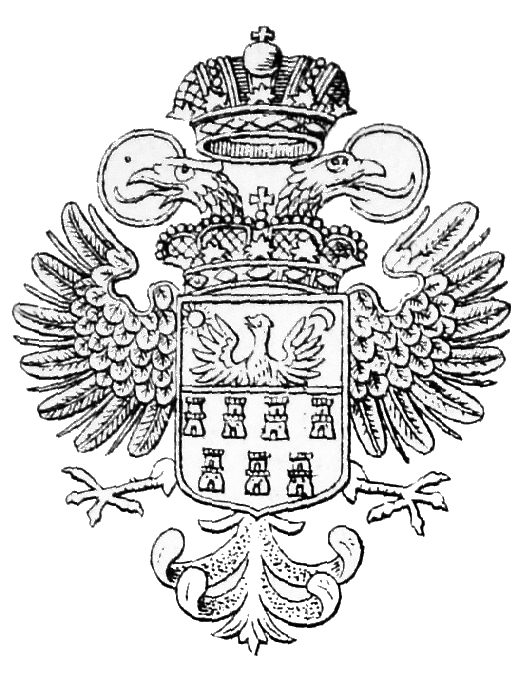
Герб Трансильвании (1848-1867)